# تريفور موريس (لاعب بولينغ)
تريفور موريس (بالإنجليزية: Trevor Morris)‏ هو لاعب بولينغ أسترالي، ولد في 21 يوليو 1956 في كيرنز في أستراليا.